# San Diego Top Guns
O San Diego Top Guns foi um time  americano de futebol com sede em San Diego, Califórnia, que jogava na USISL.